# لاك واغاوابيكا (كيبك)
لاك واغاوابيكا (بالإنجليزية: Lac-Wagwabika, Quebec)‏ هي منطقة سكنية تقع في كندا في Antoine-Labelle Regional County Municipality. يقدر عدد سكانها بـ 0 نسمة ومساحتها 5.60 كم2 .